# 陰部
陰部（いんぶ）は、人間の体の外部に現われた生殖器（外性器）を指す言葉。局部（きょくぶ）、局所（きょくしょ）、恥部（ちぶ）、隠し所（かくしどころ）とも呼ぶ。また、デリケートゾーン（和製英語: delicate zone ）とも呼ばれるほか、本来は股の間を指す股間（こかん）の語を用いることもある。

男性器の模型（左が通常時、右が勃起時）

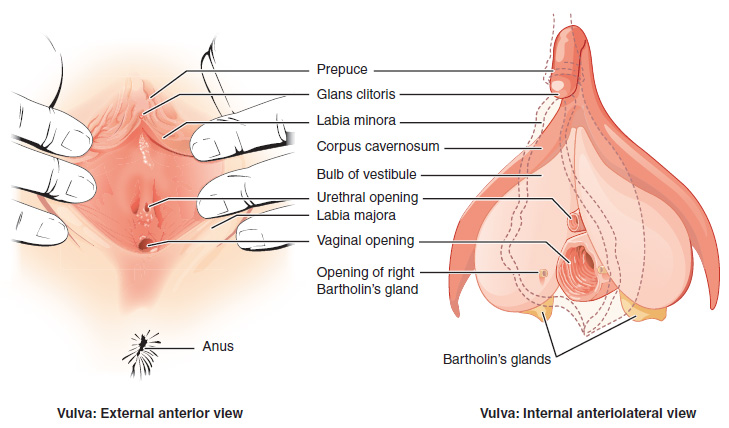
女性器の模型

女性の場合は恥丘と大陰唇と前庭球と小陰唇およびその陰裂の内側にある陰核包皮から尿道口を経由して膣にかけての女性器を指す。会陰、肛門、陰毛も陰部の一部に含めることがある。男性の場合は陰毛や陰茎、陰嚢などの男性器を陰部と指す。

## 陰部の病気
陰部の皮膚は粘膜に近くデリケートなため、下着などで保護されることが多い。そのため高温・高湿になりやすく、また下着による締め付け、汗や汚れなどにより、かゆみが発生することがある。かゆみの原因は外部刺激による炎症である「かぶれ」と、細菌やウイルス、カビなどによる「感染症」に大別される。かゆみを引き起こす感染症としては、性器ヘルペス、性器クラミジア、膣トリコモナス症、性器カンジダ症、いんきんたむし、毛ジラミ症などがある。かゆみを伴わない感染症としては、淋病、尖圭コンジローマなどがある。
排尿の際に陰部に残った残尿は、雑菌の繁殖源になりやすく、陰茎包皮炎や外陰膣炎などの感染症の原因となる。そのため、排尿後下着を着用する前に陰部から取り除く必要がある。男性の場合残尿は亀頭先端部に付着するため、包皮を剥きながら陰茎を振り、残尿を振り落とす。一方、女性の場合は振り落とす手段を持たないため、トイレットペーパーを使って拭き取る必要がある。女性は男性よりも陰部に残尿が残りやすく、後始末を怠った場合のリスクが高い。しかし、前述のとおり後始末にトイレットペーパーを必要とする性質上、野外などトイレットペーパーが手に入らない状況下で排尿してしまった場合には残尿の除去そのものが不可能とならざるを得ず、感染症のリスクが有意に増大する。そのため、野外で排尿してしまった場合にはティッシュペーパーを使用することもある。

## デリケートゾーンケア
持田ヘルスケアが2022年7月に実施した、20代から40代の女性2万人を対象にしたデリケートゾーンケアに関するインターネット調査によれば、4人に3人は生理の時に「不快感」があり、不快の内容については「頭痛、腹痛、腰痛、下腹部など体の痛み」に次いで「デリケートゾーンのトラブル」を挙げたものの、4割近くは対応をしていないと回答している。
生理用品の不適切な使用や、陰部の洗いすぎなどもトラブルの原因とされ、近年ではデリケートゾーン専用の洗浄剤も多く販売されるようになってきている。ある臨床心理士によれば、清潔にして、保湿と通気性を保つことをしていれば基本的には改善することが多いとしている。
水着を着る箇所でもあり、陰毛がはみ出ることを避けるため、青年以降は俗にいうVIOを脱毛処理することもある。VIOとは形状からの命名で、Vライン（ビキニライン）、Iライン（陰部の両わき）、Oライン（肛門まわり）のことである。2022年5月に週刊プレイボーイがグラビアアイドル104人に行ったデリケートゾーンに関するアンケートでは、104人中79人のアイドルがVIOすべて処理、14人がどこかしら処理（I＆Oのみ6人、Vのみ5人、VIのみ1人）、11人が無回答という結果だった。
エミナルクリニックが2023年7月に実施したVIO脱毛経験のある女性1008人を対象にしたインターネット調査では、VIO脱毛によってデリケートゾーンの悩みが改善されたかとの質問に対して、22.3%が「かなり改善された」、54.3%が「少し改善された」、19.7%が「あまり改善されなかった」、3.7%は「まったく改善されなかった」と回答した。